# Wojna Rzymu z Tarentem i Pyrrusem
Wojna Rzymu z Tarentem – wojna w południowej Italii i na Sycylii, toczona w latach 282–272 p.n.e.
Głównymi przeciwnikami Rzymian w ich podbojach w południowej Italii stały się leżące tam greckie kolonie (zob. Wielka Grecja). Największy opór stawiał Tarent, który zwrócił się o pomoc Pyrrusa, króla Molossów i hegemona Związku Epirockiego. Nazywanie Pyrrussa królem Epiru jest błędem merytorycznym. Ten przybył do Italii na czele swoich Epirotów i wojsk które dostał od innych greckich władców (w tym m.in. 20 słoni). Korpus ekspedycyjny liczył 30 tys. żołnierzy
Wojska greckie zwyciężyły w bitwach pod Herakleą (280 p.n.e.) i Ausculum (279 p.n.e.). To drugie zwycięstwo zostało okupione ciężkimi stratami – stąd zwrot pyrrusowe zwycięstwo, mający oznaczać wygraną, która ze względu na własne straty staje się klęską.

Działania wojsk króla Pyrrusa

Trzecia bitwa tej wojny rozegrała się w 275 roku p.n.e. pod Benewentem. Obie strony poniosły w niej wielkie straty, a bitwa najprawdopodobniej pozostała nierozstrzygnięta. Rzymscy historycy przedstawiali później tę bitwę jako zwycięstwo swoich wojsk, ale ich odwrót do Rzymu skłania niektórych historyków do podważania tego twierdzenia. Rzymianie wycofali się do Rzymu, a Pyrrus, nie mając wystarczających sił do dalszej walki z nimi, wycofał się do Grecji, gdzie zbierał nowe siły. Przy okazji wmieszał się w wewnętrzne walki w Grecji i zginął w Argos.
Po odbudowaniu swoich sił Rzymianie zdobyli w 272 r. p.n.e. samotnie walczący Tarent, a w kolejnych latach inne greckie miasta w południowej Italii (Kroton i Rhegium) oraz podporządkowali sobie wszystkie południowoitalskie plemiona, tj. Samnitów, Lukanów i Bruttiów. Należy jednak pamiętać, iż uczynili to dopiero po śmierci Pyrrusa. Gdy żył, nie śmieli atakować jego sojuszników.
Odtworzenie szczegółowego i zarazem wiarygodnego przebiegu tej wojny nie jest łatwe. Max Cary i Howard Hayes Scullard w swoim dziele "Dzieje Rzymu" tak przedstawili sytuację dzisiejszego historyka: Niestety, kronikę wojny Rzymu z Pyrrusem, którą prowadził skrupulatnie jeden ze współczesnych historyków greckich, tradycja rzymska pokryła tak grubą warstwą patriotycznych zmyśleń, że z zachowanych relacji nie można wyrobić sobie wiarygodnego w szczegółach obrazu tych wydarzeń.

## Ważniejsze wydarzenia wojny Rzymu z Tarentem i Pyrrusem
- 282 p.n.e. – bitwa w porcie tarenckim (Tarentczycy zwyciężyli Rzymian – straty 5 okrętów)
- 280 p.n.e. – bitwa pod Herakleą (wojska greckie (Macedończycy, Epiroci, Tessalończycy i Tarentczycy) – 32 tysiące piechoty, 4 tysiące jazdy i 20 słoni pokonują pod wodzą Pyrrusa 45 tysięcy Rzymian Lewinusa – 7 tysięcy zabitych i rannych, 2 tysiące jeńców)
- 279 p.n.e. – bitwa pod Ausculum (prawdopodobnie nierozstrzygnięta bitwa pomiędzy wojskami greckimi i Samnitami pod wodzą Pyrrusa – 23 tysiące piechoty, 8 tysięcy jazdy i 19 słoni, a Rzymianami i ich sprzymierzeńcami- 40 tysięcy)
- 277 p.n.e. – bitwa morska pod Messyną
- 275 p.n.e. – bitwa pod Benewentem (taktyczne zwycięstwo Rzymian nad Pyrrusem)